# La Noire de…
Pour plus de détails, voir Fiche technique et Distribution.
La Noire de... est un film franco-sénégalais écrit et réalisé par Ousmane Sembène et mettant en vedette Mbissine Thérèse Diop. Il est sorti en 1966.
Le film est basé sur une nouvelle tirée de l'œuvre d'Ousmane Sembène, Voltaïque. Il remporte le Prix du Meilleur Long-métrage lors de la première édition du Festival Mondial des Arts Nègres.

## Synopsis
Diouana est une jeune femme sénégalaise vivant dans un village pauvre situé non loin de Dakar après l'indépendance du Sénégal. Comme beaucoup d'autres habitants elle souhaite trouver un travail. Elle fait donc le tour des habitations de la ville à la recherche d'un poste de femme de ménage ou de nourrice mais ne trouve que des refus. Elle rencontre un homme qui lui indique une place où elle pourrait peut-être trouver ce qu'elle recherche. Après de longs jours passés à attendre sous la chaleur écrasante avec d'autres femmes, "Madame" vient la trouver et lui propose de travailler pour elle et son mari en s'occupant de leurs enfants. Diouana est satisfaite de son nouveau travail, c'est donc sans surprise qu'elle accepte de les suivre en France à Antibes. Elle espère découvrir le pays mais très vite elle comprend que sa patronne ne l'a fait venir que pour servir de bonne à tout faire, sans aucun répit. Sans cesse critiquée, elle est même utilisée comme une attraction exotique lors d'un diner avec des amis de ses patrons. Diouana est de plus en plus déshumanisée et sa tristesse grandissante est interprétée comme de la fainéantise. Sans aucun contact avec sa famille et ne trouvant plus aucun espoir dans sa situation, elle se suicide dans la salle de bain afin de retrouver sa liberté volée.

## Fiche technique
- Titre : La Noire de...
- Titre anglais : Black Girl
- Réalisation : Ousmane Sembène
- Scénario : Ousmane Sembène
- Photographie : Christian Lacoste
- Montage : André Gaudier
- Production : André Zwoboda
- Sociétés de production : Filmi Domirev et Les Actualités Françaises
- Langue : français
- Format : Noir et blanc - Mono - 35 mm
- Durée : 65 minutes
- Date de sortie : 17 mars 1966 (Sénégal) / mai 1966 (Cannes) / 5 avril 1967 (France) / Le film ressort en salles en 2024[3].

## Distribution
- Mbissine Thérèse Diop : Diouana Gomis
- Anne-Marie Jelinek : Madame
- Robert Fontaine : Monsieur
- Momar Nar Sene : le petit ami de Diouana

## Distinctions
- 1966 : Sélection à la 5e Semaine de la Critique durant le 19e Festival de Cannes
- 1966 : Prix Jean-Vigo[4]
- 1966 : Tanit d'or aux premières Journées cinématographiques de Carthage
- 1966 : Prix du meilleur long-métrage[2] au Festival Mondial des Arts Nègres (FESMAN)